# Physalaemus aguirrei
Espèce
Statut de conservation UICN

 LC  : Préoccupation mineure
Physalaemus aguirrei est une espèce d'amphibiens de la famille des Leptodactylidae.

## Répartition
Cette espèce est endémique du Brésil. Elle se rencontre jusqu'à 30 m d'altitude de Linhares dans le nord de l'État d'Espírito Santo à Prado dans le sud de l'État de Bahia, en passant par le Minas Gerais,.

## Étymologie
Cette espèce est nommée en l'honneur d'Alvaro Coutinho Aguirre (1899–1987).

## Publication originale
- Bokermann, 1966 : Dos nuevas especies de Physalaemus de Espiritu Santo, Brasil. Physis, Buenos Aires, vol. 26, p. 193-202.